# Whiskey amerykańska

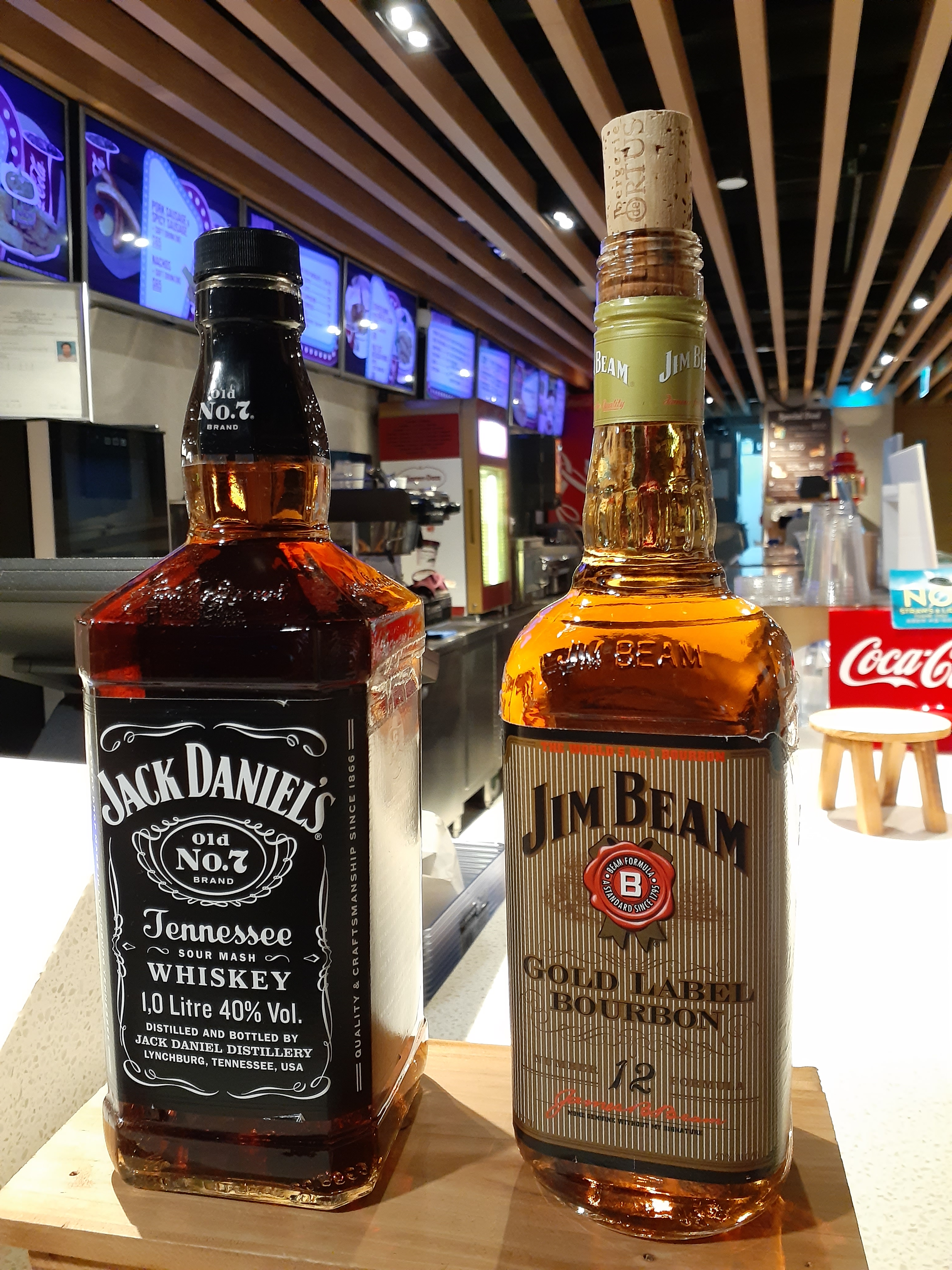
Whiskey amerykańska

Whiskey amerykańska – whiskey produkowana na terenie Stanów Zjednoczonych. Jej historia w USA zaczyna się wraz z przybyciem irlandzkich i szkockich imigrantów. Produkt uzyskiwany w tamtejszych warunkach znacząco odróżnia się od oryginalnej whisky. Rodzaje whiskey amerykańskiej to Bourbon Whiskey (burbon), Tennessee Whiskey, Rye and Wheat Whiskey (żytnia i pszeniczna), Corn Whiskey (kukurydziana) oraz blended American Whiskey (mieszana).

## Bourbon Whiskey (burbon)
Dzięki temu, że prawie całość bourbonu jest produkowana w stanie Kentucky, niektórzy koneserzy tego alkoholu uważają, że jest to wymagane. Według amerykańskiego prawa, zawartość kukurydzy użytej do produkcji bourbona musi być co najmniej 51 procentowa, a proces leżakowania musi być minimum dwuletni w smalonych od środka, świeżych dębowych beczkach.
Niektóre z bourbonów to:
- Jim Beam
- Maker’s Mark
- Blanton’s
- Wild Turkey

Istnieje tylko jedna marka amerykańskiego bourbona, która używa na etykiecie słowa „whisky” (bez litery „e”) – Maker’s Mark. Nazwa whisky jest przeważnie używana w stosunku do trunków destylowanych w Szkocji, Walii, Kanadzie oraz Japonii, a nazwa whiskey dla produkowanych w Irlandii oraz Stanach Zjednoczonych. Dyrektywa z 1968 r. władz amerykańskich (dokładnie agencji federalnej BATF – „Bureau of Alcohol, Tobacco, Firearms and Explosives”) określa „whisky” jako oficjalną nazwę używaną w U.S., ale dopuszcza (ulegając tradycji) również nazwę „whiskey”, przy czym większość amerykańskich producentów wciąż używa określenia „whiskey”.

## Tennessee Whiskey
Tennessee Whiskey to whiskey bardzo podobna do bourbona. Zasadnicza różnica polega na procesie filtrowania. Przepuszczana jest przez grubą warstwę węgla drzewnego wypalanego z klonu cukrowego (ang. sugar maple), dzięki czemu zyskuje właściwy aromat i kolor. Proces ten trwa przeważnie 10 dni.
Aktualnie produkuje się tylko dwie marki Tennessee whiskey:
- Jack Daniel’s
- George Dickel Whisky

## Rye and Wheat Whiskey (żytnia i pszeniczna)
Whiskey żytnia używana jest przeważnie jako jeden ze składników whiskey mieszanej i rzadko jest butelkowana jako 'Straight Rye Whiskey' (czysta whiskey żytnia). Żytnia whiskey musi być produkowana w co najmniej 51 procentach z żyta, destylowana do mniej niż 80 procent i przechowywana w nowych, osmalanych dębowych beczkach przez co najmniej 2 lata. Większość żytniej whiskey jest produkowana w stanach Indiana i Kentucky. 
Whiskey pszeniczna musi powstawać w co najmniej 51 procentach z pszenicy i jest niezbyt często spotykana.
Przykładowe whiskey żytnie:
- Wild Turkey Straight Rye Whiskey
- Rittenhouse Rye Whiskey
- Michters Rye Whiskey

## Corn Whiskey (kukurydziana)
Jest to przodek bourbona, który rozwinął się dzięki obfitym dostawom kukurydzy. Jak sama nazwa wskazuje, kukurydza jest głównym składnikiem tej whiskey – melasa użyta do produkcji musi składać się w co najmniej 80 procentach z kukurydzy. W odróżnieniu od bourbona, Corn Whiskey nie musi dojrzewać w drewnianych beczkach. Jeśli kukurydziana whiskey ma być poddana procesowi dojrzewania, musi się on odbywać albo w beczkach niesmalonych, albo w beczkach poprzednio używanych do leżakowania bourbona.

## Blended American Whiskey (mieszana)
Amerykańska mieszana whiskey nie powinna być mylona z mieszaną whisky szkocką (blended Scottish whisky). Mieszana amerykańska whiskey zawiera tylko 20 procent amerykańskiej żytniej whiskey i bourbona. Pozostałe 80 procent stanowi masowo produkowany alkohol, co w rezultacie powoduje, że mieszana whiskey amerykańska jest bardzo tania.